# Casa Peret
La Casa Peret és una obra de Baix Pallars (Pallars Sobirà) inclosa a l'Inventari del Patrimoni Arquitectònic de Catalunya.

## Descripció
És un gran casal de planta rectangular amb façana principal al sud, en un lateral de la coberta a dues aigües, constituït per planta baixa i dos pisos alts. Per l'oest se li adossa un petit edifici amb un gran porxat als baixos i una magnífica galeria al pis alt, on s'obren respectivament sota d'una gran arcada de mig punt. Formant angle amb aquest porxo es troba la porta principal del casal, d'arc de mig punt formant grans dovelles de molt bona factura. A la façana principal s'obren a la planta baixa una sèrie de petites finestres, al primer pis balcons correguts disposats de dos en dos i al darrer pis més balcons.
Els murs exteriors són de pedra vista sense desbastar. Fa pocs anys la casa va ser comprada i restaurada per una família de la ciutat.